# Emplesiogonus striatus
Emplesiogonus striatus là một loài nhện trong họ Thomisidae.
Loài này thuộc chi Emplesiogonus. Emplesiogonus striatus được Eugène Simon miêu tả năm 1903.